# 丰唐日
丰唐日（法語：Fontanges，法語發音：[fɔ̃tɑ̃ʒ]）是法国康塔尔省的一个市镇，属于莫里亚克区。

## 地理
丰唐日（45°6'49"N, 2°30'14"E）面积18.04 平方千米，位于法国奥弗涅-罗讷-阿尔卑斯大区康塔爾省，该省份为法国中南部省份，位于法國中央高原中心，北起科雷兹省、上盧瓦爾省和多姆山省，西接洛特省和科雷兹省，南至阿韦龙省和洛特省，东临上盧瓦爾省和洛泽尔省。
与丰唐日接壤的市镇（或旧市镇、城区）包括：勒福、圣马丹瓦尔默鲁、圣保罗德萨莱尔、圣普罗热德萨莱尔。

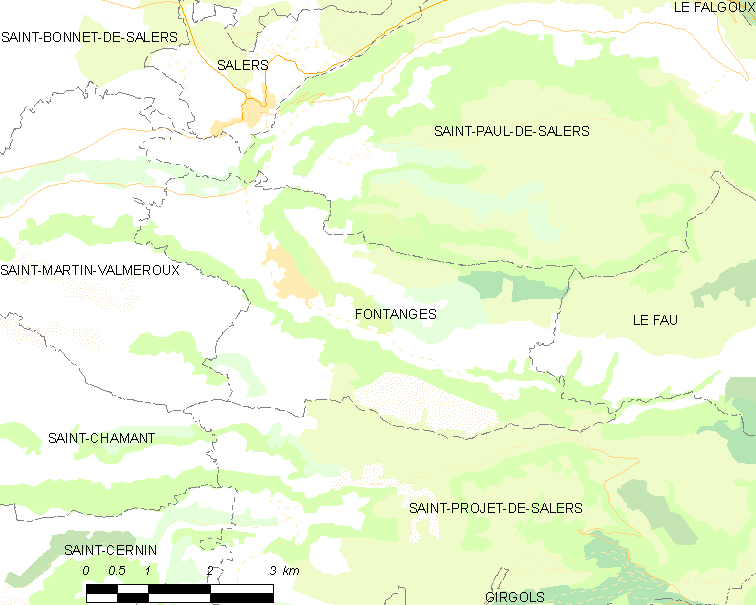
丰唐日的OSM定位图

丰唐日的时区为UTC+01:00、UTC+02:00（夏令时）。

## 行政
丰唐日的邮政编码为15140，INSEE市镇编码为15070。

## 政治
丰唐日所属的省级选区为莫里亚克县。

## 人口

1962-2008年间丰唐日人口变化图示

丰唐日于2022年1月1日时的人口数量为208人。